# Pterocryptus flavonotatus
Pterocryptus flavonotatus är en stekelart som först beskrevs av Gyöö Viktor Szépligeti 1908.  Pterocryptus flavonotatus ingår i släktet Pterocryptus och familjen brokparasitsteklar. Inga underarter finns listade i Catalogue of Life.